# Andrásfa
Andrásfa község Vas vármegyében, a Vasvári járásban.

## Fekvése
Vasvártól, a legközelebbi várostól 12 kilométerre délre,  Zalaegerszegtől 16 kilométerre északra, a Kemeneshát déli részén fekszik, a Zala folyóba ömlő Sárvíz és annak kisebb mellékágai között, Vas és Zala vármegye határán. Településszerkezete szerint dombvidéki sorfalu.
A szomszédos települések: Petőmihályfa 3 kilométerre északra, Hegyhátszentpéter 5 kilométerre északra és Telekes 4 kilométerre délnyugatra. Az említett városokkal és szomszédos településekkel menetrend szerinti autóbuszok kötik össze. Vasúti összeköttetése nincs.

### Megközelítése
A településen végighúzódik, annak főutcájaként a 7404-es út, közúton ezen érhető el a megyeszékhely, Zalaegerszeg, illetve a 76-os főút felől is. Közigazgatási területét érinti még a 7442-es út is, a 74-es főút irányából ezen közelíthető meg.

## Története
Határában őskori régészeti leleteket találtak.
Első fennmaradt írásos említése 1404-ből való (Andreasfalua), de valószínűleg már az Árpád-korban létezett.
1450-ben Poss. Andafalwa, 1461-ben Poss. Andreasfalwa, 1463-ben Andrasfalua néven szerepel írott forrásokban.
Időrendben a Hidvégi, a Gersei, a Pethő, a Bolla majd a Farkas család birtoka volt.
Vályi András szerint "ANDRÁSFA. Magyar falu Vas Vármegyében, birtokosai Gróf Forgács, és más Uraságok, lakosai katolikusok, fekszik hegyek között Mór vize mellett, maga a’ helység síkos helyen fekszik, földgye középszerű, szőleje elegendő, réttye, legelője, és fája is elég lévén, első Osztálybéli."
Fényes Elek leírása szerint "Andrásfa, helysége Vas megye Körmendi járás délkeleti részén fekszik, határai éjszakrul Pető Mihályfa és Péterfa helységek, keletrül Dienesfa, Lakhegy, délrül Zala megye, nyugatrul Alsó Telekes és az Ó-Sárvize. A helység nyugoti része keletnek fordult hegyoldalban, keleti része pedig lapon fekszik. Mind eddig kiterjedése felmérve nincs, mintegy 2500 holdas azonban lehet, mellybül 86 hold közös Berek felméretvén jelenleg szabályoztatik. Van nagy kiterjedésű rétje, – szőlőhegye, melly alacsony dombon való fekvése s a föld kövérsége miatt savanyus bort terem, de ha egy pár évig tartatik, jó italuvá válik. Szántóföldje megtermi a vetemény minden nemét, különösen pedig rozsot és árpát, valamint a luczerna és lóher tenyésztésre is egy a legczélarányosabb. – A lakosok összes száma 400 lélekbül áll, kik 62 házban laknak, ezek közül 7 zsidó a többi r. k., közülök telkes csak kettő van s ezek szerződésbeliek. 20 zsellér és két mester ember, a hátra lévő számot részint nemesek, részint szabadosok egészitik ki, kik magyar ajkuak mindnyájan."
Vas vármegye monográfiájában "Andrásfa, magyar község, körjegyzőségi székhely, 80 házzal és 615 r. kath. és ág. ev. lakossal. Postája helyben, távírója Győrvár. Határában kőkorszakbeli tárgyakat találtak. Kath. temploma nagyon régi. Földesurai a Bolla - és a Farkas -családok voltak."
1910-ben 720 magyar lakosa volt.

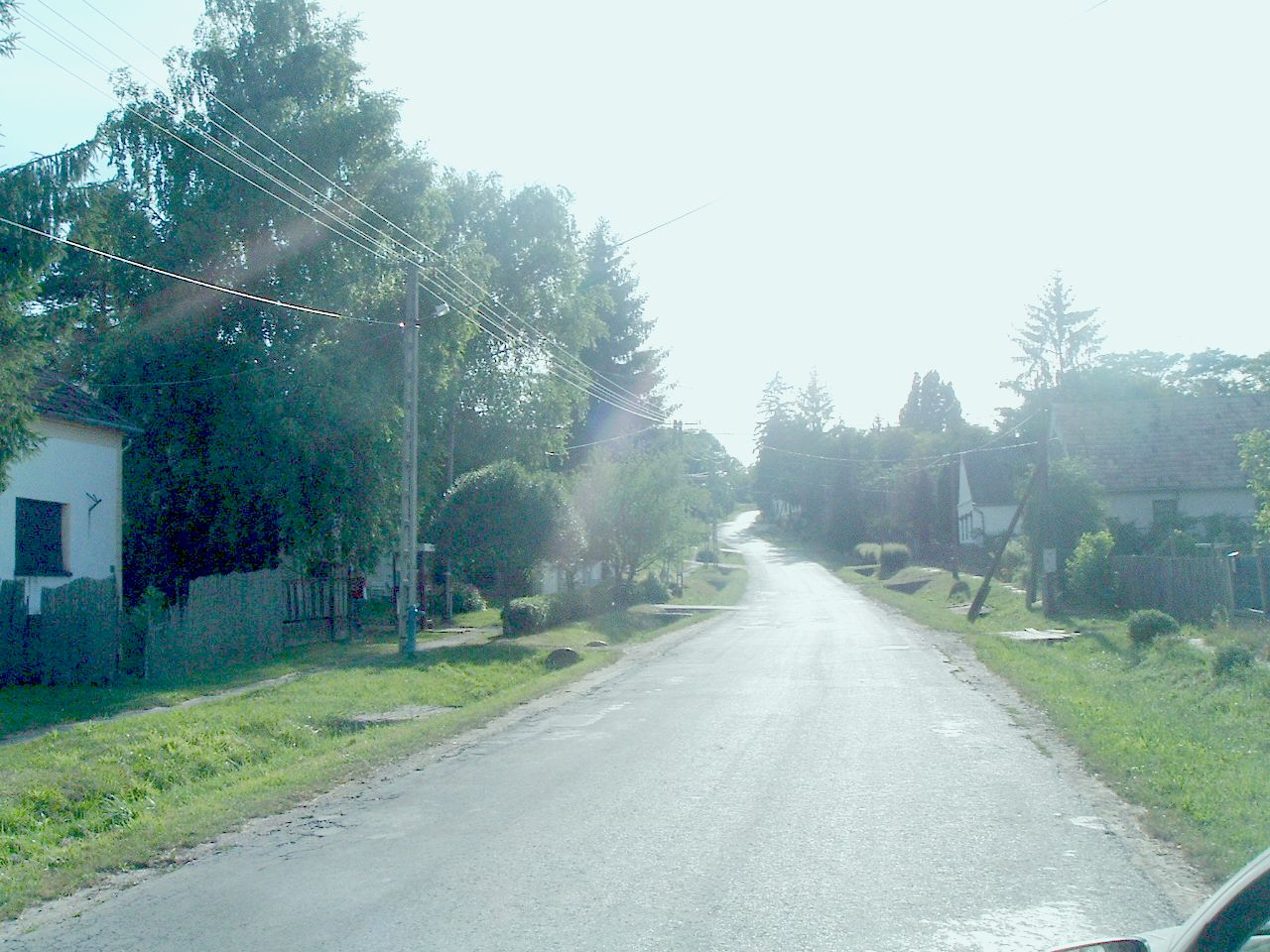
Utcarészlet

1990-ig a győrvári közös tanácshoz tartozott, azóta önálló.
Postáját 2007-ben bezárták; azóta mobilpostai szolgáltatással látják el a postai tevékenységet.

## Közélete

### Polgármesterei
- 1990–1994: Koránné Mihók Teréz (független)[7]
- 1994–1998: Szabó Attila (független)[8]
- 1998–2002: Németh Sándor (független)[9]
- 2002–2005: Németh Sándor (független)[10]
- 2005–2006: Korán Tibor Miklós (független)[11]
- 2006–2010: Korán Tibor Miklós (független)[12]
- 2010–2014: Korán Tibor (független)[13]
- 2014–2019: Korán Tibor Miklós (független)[14]
- 2019–2024: Nyáriné Mátyás Zsuzsanna (független)[15]
- 2024– : Nyáriné Mátyás Zsuzsanna (független)[1]

A településen 2005. december 4-én időközi polgármester-választást (és képviselő-testületi választást) tartottak, az előző képviselő-testület önfeloszlatása miatt. A választáson az addigi faluvezető is elindult, de kevéssel 16 % alatti eredményével, három jelölt közül csak második lett.

## Népesség
A település népességének alakulása:
| Lakosok száma | 222  | 222  | 236  | 207  | 240  | 225  | 223  |
|               | 2013 | 2014 | 2015 | 2021 | 2022 | 2023 | 2024 |

A 2011-es népszámlálás során a lakosok 95,3%-a magyarnak, 1,4% németnek, 0,4% ukránnak mondta magát (3,2% nem nyilatkozott; a kettős identitások miatt a végösszeg nagyobb lehet 100%-nál). A vallási megoszlás a következő volt: római katolikus 78,8%, református 1,1%, evangélikus 1,1%, görögkatolikus 0,7%, felekezet nélküli 6,5% (11,9% nem nyilatkozott).
2022-ben a lakosság 92,5%-a vallotta magát magyarnak, 2,1% cigánynak, 0,4% németnek, 2,1% egyéb, nem hazai nemzetiségűnek (7,5% nem nyilatkozott; a kettős identitások miatt a végösszeg nagyobb lehet 100%-nál). Vallásuk szerint 48,3% volt római katolikus, 1,7% református, 0,8% evangélikus, 0,8% görög katolikus, 0,8% egyéb katolikus, 5% felekezeten kívüli (41,7% nem válaszolt).

## Nevezetességei
- Római katolikus templom (1732, barokk)